# Viersen Busbahnhof
Viersen Busbahnhof ist ein wichtiges Drehkreuz im ÖPNV der nordrhein-westfälischen Kreisstadt Viersen. Er befindet sich im Zentrum von Alt-Viersen und ist einer der Hauptverknüpfungspunkte des ÖPNV im Kreis Viersen.

## Lage und Aufbau
Der Busbahnhof liegt an der Lindenstraße. Um ihn herum befinden sich der Rathausmarkt, das Viersener Stadthaus, das Forum, der Rathauspark und die Kreisverwaltung. Der Busbahnhof hat acht Bussteige, die mit 1 und 3 bis 9 nummeriert und bis auf Bussteig 1 in einer Harfe angeordnet sind. Außerdem befindet sich am Busbahnhof ein Taxistand.

## Bedienung
Der Busbahnhof wird abgesehen von der in Heimer endenden Mönchengladbacher Buslinie 007 von allen Linien in Alt-Viersen bedient. Die Buslinien SB88, CE89, 082, 083 und 084 stellen den Anschluss an den Bahnhof Viersen her. 
Die Linien sind in der Regel städteübergreifend und verbinden Viersen mit den kreisangehörigen Städten sowie der benachbarten Großstadt Mönchengladbach und Städten im Rhein-Kreis Neuss. Der einzige Hauptort des Kreises Viersen, der nicht mit dem ZOB Viersen verbunden ist, ist Tönisvorst.
| Linie | Linienverlauf |
| ----- | --- |
| SB87  | Viersen Busbahnhof – Anrath Bf – Tönisvorst-Vorst – Kempen Bf – Nettetal-Lobberich |
| SB88  | Viersen Bahnhof – Viersen Busbahnhof – Schwalmtal – Niederkrüchten – Brüggen |
| CE89  | Mackenstein, Industriering – Dülken – Viersen Busbahnhof – Viersen Bahnhof – Helenabrunn – (Mönchengladbach Hbf)                                                                         |
| 009   | (Süchteln Busbahnhof – Viersen Busbahnhof –) Helenabrunn – Mönchengladbach Hbf – Mönchengladbach-Ohlerfeld                                                                               |
| 019   | (Vinkrath – Grefrath –) Süchteln-Vorst – Süchteln Busbahnhof – Viersen Busbahnhof – Helenabrunn – Mönchengladbach Hbf – Rheydt Hbf – Mönchengladbach-Hockstein                           |
| 071   | (Viersen Gymnasium an der Löh) – Viersen Busbahnhof – Anrath – Willich – Meerbusch-Osterath Bahnhofsweg – Meerbusch Haus Meer (U)                                                        |
| 080   | Helmholtzstraße – Viersen Busbahnhof – Konrad-Adenauer-Ring – Dülken Reithalle – Dülken Straelener Weg                                                                                   |
| 081   | Bockert Kreuz – Viersen Busbahnhof – Im Wolfhahn |
| 082   | Bockert Kreuz – Viersen Busbahnhof – Viersen Bahnhof – Im Wolfhahn |
| 083   | Süchteln Jugendpsychiatrie – Süchteln Busbahnhof – Krefelder Straße – Viersen Bahnhof – Viersen Busbahnhof – Dülken St.-Cornelius-Krankenhaus – Dülken Busbahnhof – Dülken Am Drouvenhof |
| 084   | Helenabrunn – Heimer – Viersen Bahnhof – Viersen Busbahnhof – Dülken Busbahnhof – Dülken Brandenburger Straße                                                                            |
| 085   | Viersen Busbahnhof – Dülken St.-Cornelius-Krankenhaus – Dülken Busbahnhof – Dülken Straelener Weg                                                                                        |
| 086   | Notburgastraße – Viersen Busbahnhof – Berliner Höhe |
| 087   | Notburgastraße – Viersen Busbahnhof – Berliner Höhe |
| 092   | Viersen Busbahnhof – Dülken Busbahnhof – Boisheim Bahnhof – Nettetal-Lobberich Doerkesplatz                                                                                              |
| 094   | Viersen Busbahnhof – Neersen – Schiefbahn – Kaarster See (S) |